# Grafana
Grafana és una aplicació web d'anàlisi i visualització interactiva de codi obert multiplataforma. Proporciona gràfics, gràfics i alertes per al web quan es connecta a fonts de dades compatibles. També està disponible una versió amb llicència de Grafana Enterprise amb capacitats addicionals com a instal·lació autoallotjada o com a compte al servei al núvol de Grafana Labs. És ampliable mitjançant un sistema de connectors. Els usuaris finals poden crear taulers de control complexos mitjançant creadors de consultes interactives. Grafana es divideix en un front-end i un back-end, escrits en TypeScript i Go, respectivament.
Com a eina de visualització, Grafana és un component popular en les piles de monitoratge, sovint utilitzat en combinació amb bases de dades de sèries temporals com InfluxDB, Prometheus i Graphite ; plataformes de monitoratge com Sensu, Icinga, Checkmk, Zabbix, Node-RED, Netdata, i PRTG ; SIEM com Elasticsearch i Splunk ; i altres fonts de dades. La interfície d'usuari de Grafana es basava originalment en la versió 3 de Kibana.
Grafana va ser llançat per primera vegada el 2014 per Torkel Ödegaard com a branca d'un projecte a Orbitz. Es va dirigir a bases de dades de sèries temporals com InfluxDB, OpenTSDB i Prometheus, però va evolucionar per donar suport a bases de dades relacionals com MySQL, PostgreSQL i Microsoft SQL Server.
El 2019, Grafana Labs va aconseguir 24 milions de dòlars en finançament de la sèrie A.
A la ronda de finançament de la Sèrie B del 2020: 50 milions de dòlars.
La conferència GrafanaCon 2020 estava programada del 13 al 14 de maig de 2020 a Amsterdam, però es va canviar a un esdeveniment de transmissió en directe en línia de dos dies a causa de la pandèmia de la COVID-19.
Grafana va adquirir k6 el 2021.
El 2021, Grafana Labs va aconseguir una ronda de finançament de la Sèrie C de 220 milions de dòlars.
Grafana és àmpliament utilitzat, per exemple en la infraestructura de Wikimedia. Grafana té més de 1000 clients de pagament, inclosos Bloomberg, JP Morgan Chase, eBay, PayPal i Sony. Grafana és una eina d'anàlisi i seguiment de bases de dades que pot mostrar dades de sèries temporals.